# Juan José Latorre
Juan José Francisco Latorre Benavente (Santiago, Chile, 24 de março de 1846 - Viña del Mar, Chile, 9 de julho de 1912). Marinheiro chileno, um dos principais atores da Guerra do Pacífico, vencedor do Combate Naval de Angamos.

## Vida
Latorre nasceu em Viña del Mar em 24 de março de 1846, era o primeiro de oito filhos. Quando o seu pai faleceu em 5 de junho de 1855, parte da família se dividiu, três irmãos foram para o Peru, morar com a família paterna.

## Batismo de fogo
Pouco tempo depois, ele ingressa na Escola Naval do Estado, onde fica 3 anos. Em 1865, a Espanha inicia uma disputa pela posse das Ilhas Chincha, a marinha espanhola era superior à marinha chilena. O comandante da esquadra chilena Juan Williams Rebolledo ordenou à corveta Esmeralda, onde Latorre estava, atacar a escuna espanhola Virgem de Covadonga e recuperar o navio mercante Matías Cousiño, iniciando a Batalha Naval de Papudo em 26 de novembro de 1865, em apenas 30 minutos, os chilenos derrotam os espanhóis e o Almirante da Esquadra Espanhola José Manuel Pareja, isso levou a criação de uma aliança entre Chile, Peru, Equador e Bolívia contra a Espanha. Latorre foi promovido após a batalha à Segundo-Tenente além de ganhar uma recompensa.

## Guerra do Pacífico
Em 1879, inicia a Guerra do Pacífico, e Latorre comandando a corveta Magalhães inicia operações navais contra os peruanos, pouco depois assume o comando do blindado Cochrane unindo-se a divisão do comandante José Galvarino Riveros Cárdenas, ajudando na captura do navio peruano Huáscar.

## Pós-Guerra
Em 6 de maio de 1882, casa-se com Júlia Morena Zuleta com quem tem três filhos. Em 5 de junho de 1884 é designado Contra-almirante da Esquadra. O presidente Balmaceda enviou-lhe à Europa para supervisionar a construção de uns barcos de guerra para o Chile. Enquanto estava na Inglaterra, estourou a Guerra Civil de 1891, permaneceu leal ao governo do presidente que foi derrubado pelos marinheiros e congressistas revoltados, por isso deu baixa de seus serviços. Permaneceu autoexilado na Europa até1894.
Quando regressou ao país foi eleito em duas ocasiões senador pelo partido balmacedista (1894-1900, 1900-1906), sendo reintegrado ao escalão da Armada, como Contra-almirante. Foi nomeado Conselheiro de Estado pelo Presidente Federico Errázuriz Echaurren em 1897 e Ministro de Relações Exteriores em 1898.
Também foi membro da Maçonaria Chilena, onde ascendeu dentro dos graus simbólicos e capitulares até o grau 33. Poucos anos antes de morrer foi promovido a Vice-Almirante e recibeu a condecoração francesa de Comendador da Legião de Honra.